# Liu Yudong
Liu Yudong (劉玉棟T, 刘玉栋S, Liú YùdòngP; Putian, 23 ottobre 1970) è un ex cestista cinese.

## Carriera
Con la Cina ha disputato due edizioni dei Giochi olimpici (Atlanta 1996, Sydney 2000), due dei Campionati mondiali  (1994, 2002) e cinque dei Campionati asiatici (1993, 1995, 1997, 1999, 2001).